# Monitorio de Parma
El Monitorio de Parma fue una encíclica promulgada por el Papa Clemente XIII el 30 de enero de 1768. También conocida por su denominación latina Alias ad apostolatus, fue una respuesta al rey Fernando I de Parma y su ministro reformista Guillaume du Tillot en contra de la política regalista que estaban aplicando en el pequeño ducado italiano. En ella, el Papa Clemente amenazó con excomulgar a todos aquellos que colaborasen con la puesta en marcha de medidas que limasen el poder pontificio en el Ducado de Parma, tales como el establecimiento del exequatur o la expulsión de la Compañía de Jesús. 
La aparición de la encíclica generó gran polémica entre los estados católicos de la Europa del siglo XVIII, provocando una reacción armada en la que España, Francia y los Habsburgo austríacos invadieron diversos territorios pertenecientes o controlados por los Estados Pontificios. En el plano político, en lugar de retroceder, se persistió en la política regalista, tomando medidas como la abolición de la Inquisición en 1771 o la confiscación de los bienes de algunas órdenes religiosas.
El conflicto entre la Curia Romana y el Ducado de Parma llegó a su fin cuando Fernando I relevó de su cargo al hombre de las reformas, Guillaume du Tillot, alcanzándose una reconciliación con Roma. Sin embargo, esta reacción papal marcó un precedente político y los estados católicos comenzaron a pensar en la seria necesidad de someter plenamente al clero a sus intereses.